# Ostrowite (gromada w powiecie lipnowskim)
Ostrowite – dawna gromada, czyli najmniejsza jednostka podziału terytorialnego Polskiej Rzeczypospolitej Ludowej w latach 1954–1972.
Gromady, z gromadzkimi radami narodowymi (GRN) jako organami władzy najniższego stopnia na wsi, funkcjonowały od reformy reorganizującej administrację wiejską przeprowadzonej jesienią 1954 do momentu ich zniesienia z dniem 1 stycznia 1973, tym samym wypierając organizację gminną w latach 1954–1972.
Gromadę Ostrowite z siedzibą GRN w Ostrowitem utworzono – jako jedną z 8759 gromad na obszarze Polski – w powiecie lipnowskim w woj. bydgoskim, na mocy uchwały nr 24/8 WRN w Bydgoszczy z dnia 5 października 1954. W skład jednostki weszły obszary dotychczasowych gromad Ostrowite, Ostrowitko, Szczepanki i Suszewo ze zniesionej gminy Kłokock oraz wieś i kolonia Witkowo z dotychczasowej gromady Witkowo ze zniesionej gminy Zaduszniki w tymże powiecie. Dla gromady ustalono 22 członków gromadzkiej rady narodowej.
Gromadę zniesiono 31 grudnia 1959, a jej obszar włączono do gromad Radomice (wsie Ostrowite, Rumunki Ostrowite, Ostrowitko, Suszewo, Rumunki Suszewo i Szczepanki oraz miejscowość Podkłokock) i Zaduszniki (wieś Witkowo) w tymże powiecie.